# Sarārū (ort i Iran)
Sarārū (persiska: سرارو, سَرانو) är en ort i Iran.   Den ligger i provinsen Hormozgan, i den sydöstra delen av landet, 1 100 km sydost om huvudstaden Teheran. Sarārū ligger 85 meter över havet och antalet invånare är 398.
Terrängen runt Sarārū är kuperad österut, men västerut är den platt. Runt Sarārū är det ganska glesbefolkat, med 25 invånare per kvadratkilometer. Trakten runt Sarārū är ofruktbar med lite eller ingen växtlighet.